# مانتسلا

موقع مانتسـَـلا.

شعار مانتسـَـلا.

مانتســَـلا (بالفنلندية: Mäntsälä) مدينة فنلندية، تقع في إقليم أوسيما. يبلغ عدد قاطنيها 20.065 ساكن، ويغطي نطاقها البلدي مساحة قدرها 596,10 كم² منها 15,26 كم² ماء. وتبلغ الكثافة السكانية 34,54 نسمة/كم².
تبعد مانتسـَـلا حوالي 60 كم إلى الشمال من هلسنكي عاصمة فنلندا. خلال السنوات القليلة الماضية، كان عدد ساكني مانتســَـلا أحد أسرعها زيادة في فنلندا. تم إنشاء سكة حديدية جديدة بين كيرافا ولهتي مع حركة ركاب بدأت من يوم 4 سبتمبر 2006 من محطة قطارات مانتسـَـلا. تبعد هلسنكي حوالي 40 دقيقة، ولهتي أقرب.
البلدية أحادية اللغة وهي الفنلندية.

## التاريخ
تعتبر مانتسـَـلا قد تأسست في عام 1585، ببناء الكنيسة المجتمع الأولى. أُنجزت الكنيسة الحالية عام 1866 بعد تأخير. أثرت حرب القرم في مانتسـَـلا أيضا: تم إنفاق أموال بناء الكنيسة على المجهود الحربي. تقع جميع الكنائس في كيركونماكي في البقعة نفسها تقريبا.

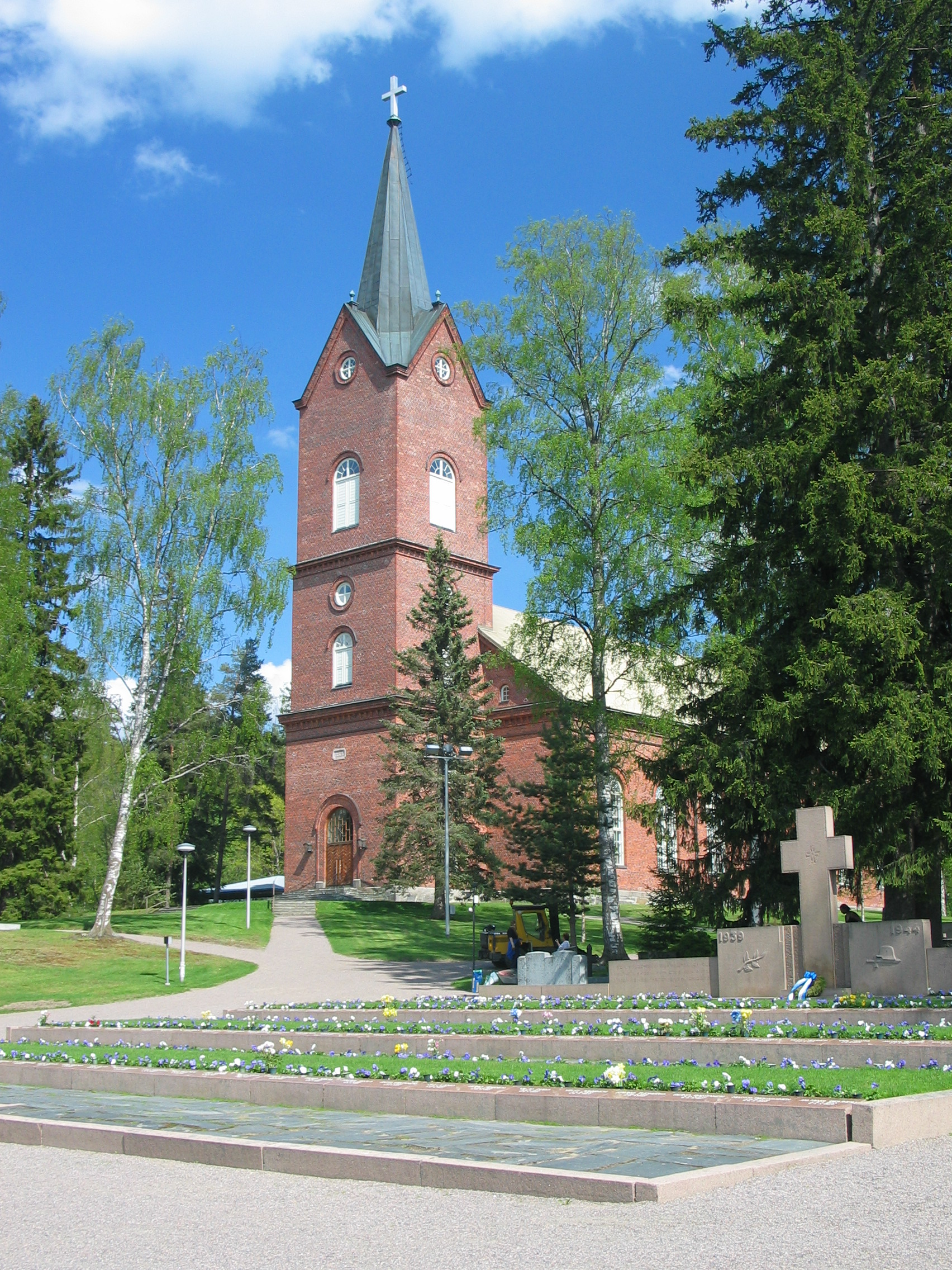
كنيسة مانتسـَـلا أُنجزت سنة 1866.

تأسست أول مدرسة مشتركة في عام 1870 عبر وصية من رجل الدين أبراهام إهنروس. وكان يحسب له من قبل تأسيس مكتبة عامة في عام 1840. لم تؤسس مدرسة متوسطة حتى عام 1945 بمدرسة ثانوية في عام 1954، وكانت تـُرتاد سابقاً مدارس بورفو، يارفنبا وهلسنكي.
في عام 1854 بـُني أول مبنى بلدية في كيركونماكي. ويستعمل المبنى اليوم متحفاً، وقد استعمل سابقاً كمشرحة، ومطبخ مدرسي ومكان لإعطاء دورس، ومهجع. وهو يتدهور بشدة، والمتحف يـُفتح فقط عند الطلب.
تم بناء دار البلدية الثانية في عام 1935، أيضاً على كيركونماكي. واستخدم حتى الانتهاء من مبنى البلدية الحالي في عام 1992. والآن يستضيف كلية مفتوحة.
كان يوجد ما مجموعه 15 عزبة في مانتسـَـلا، 4 منها مفتوحة للجمهور، والباقي مساكن خاصة. نزل القيصر الروسي ألكسندر الأول ضيفاً على أولريكا مولرسفارد في عام 1809 في قصر مانتسـَـلا الواقع في وسط المدينة. ظهرت القصور في القرن السابع عشر كإقطاعيات نبلاء. تنتمي الأرض تقليدياً إلى العـِزب. كان هناك العديد من الحيازات الصغيرة في مانتسـَـلا ومكن تشريع جديد في عام 1918 المزارعين الصغار من المطالبة بالأرض لأنفسهم. في عشرينات القرن العشرين كانت العـِزب ماتزال حيازات أراضي شاسعة لا بأس به داخل الرعية.
تـُعرف مانتسـَـلا خصوصاً بتمرد مانتسـَـلا. أطلق نحو 400 من الحرس المدني النار على تجمعاً لأعضاء الحزب الاشتراكي الديمقراطي في مخترة منطقة أوهكولا، وتم إيقافه. في غضون أيام قليلة وصل زعماء من حركة لابوا وحرس مدني مسلح من جميع أنحاء البلاد إلى مانتسـَـلا. أمرت الحكومة باعتقالهم، وبعد خطاب من الرئيس سفينهوفد يوم 2 مارس هدأت الأوضاع تدريجياً. حـُلت الحركة في مبكراً في الربيع.
أتت الحرب العالمية الثانية بحوالي 2000 مهاجر كريلياً إلى مانتسـَـلا. جاؤوا أساسا من كيرفو وكويفيستو. تم قطع الأراضي من عزبات مرة أخرى للمهاجرين، والحد من الحوزة مانور إلى حد كبير. في عام 1985 افتتح المتحف عن الرعية كيرفو بجوار الكنيسة في وسط المدينة.
في عام 1992 عقد معرض تجاري سكني في مانتسـَـلا. ويجري توسيع نطاق هذه المنطقة ومنذ عام 2006، وهي تقع إلى جوارها محطة قطار.

### النمو السكاني

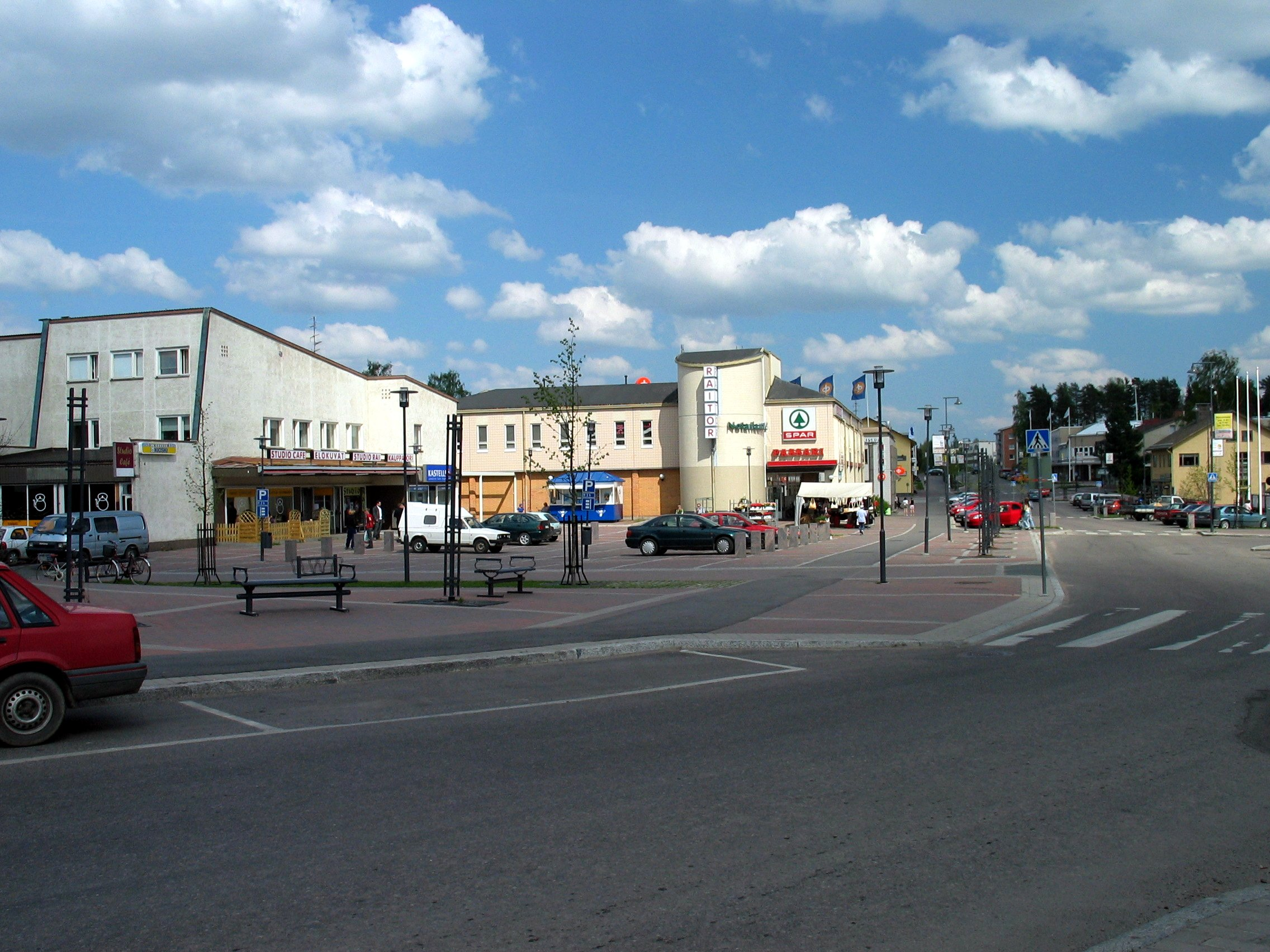
وسط مدينة مانتسـَـلا، ساحة السوق والشارع الرئيسي.

بقي عدد سكان مانتسـَـلا بمستوي ثابت لعقود، ولكن بإنشاء طريق سريعة تصل حتى يارفنبا في السبعينات والتمديد إلى لهتي في عام 1999 جلب سكاناً جدد للمنطقة. في منتصف من العقد الأول من القرن الحالي كانت سكة جديدة لهتي المركزية في النمو السكاني البلدية. انتقل كثير من الناس إلى مانتسـَـلا بسبب السكك الحديدية، والتي تقدم الانتقال السريع إلى هلسنكي.
- 1749: 1.492 (غير مؤكد)
- 1898: 7.972 (غير مؤكد)
- 1920: 7.666
- 1930: 7.844
- 1940: 7.739
- 1950: 11.072
- 1960: 10.932
- 1970: 10.166
- 1980: 11.267
- 1990: 14.793
- 2000: 16.628
- 2005: 18.226
- 2007: 18.980

## مشاهير سكان مانتسـَـلا
يعتبر أدولف إريك نوردنسكيولد أصلاً من مانتسـَـلا، بعد أن أمضى شبابه المبكر في عزبة العائلة هناك، على الرغم من أنه وُلد في هلسنكي وعاش في أيضاً في السويد. ونوردنسكيولد كان جيولوجياً ومستكشفاً للقطب الشمالي من القرن التاسع عشر.
وآخرون من ضمنهم يوسي سودانما عضو فرقة لوردي الملقب ب "آمين"، ووزيرة الدفاع السابقة إليزابت رين في شبابها.

## وصلات خارجية
- بلدية مانتســَـلا – الموقع الرسمي
- أقدم وثيقة في الأرشيف الإحصائي لإحصاءات فنلندا عن سكان مانتســَـلا سنة 1749 نسخة محفوظة 3 مارس 2016 على موقع واي باك مشين.